# Слабжанин, Николай Юрьевич
Николай Юрьевич Слабжанин — общественный деятель, исполнительный директор благотворительной организации «Детские деревни SOS».
Родился и вырос в Новосибирске. Окончил Новосибирский электротехнический институт. Во время учёбы начал работу в консалтинговой фирме «Институт психологии бизнеса». 
В сферу благотворительности пришёл в 1994 году: начал работать как доброволец в молодёжных проектах, затем стал учредителем и вице-президентом Сибирского центра общественных инициатив, который поддерживал проекты НКО в 12 регионах Сибири. Организовывал первые грантовые конкурсы для НКО и отвечал за создание ресурсных центров, стал инициатором развития волонтёрского движения, в том числе вовлекая в Весеннюю неделю добра до 500 тысяч добровольцев. Инициировал создание 10 добровольческих региональных центров, а также написал книгу «Добровольцы в вашей организации», ставшую бестселлером в развитии добровольчества. Затем была работа в миссии ООН в Центральной Азии. Работал в качестве международного специалиста по развитию гражданского общества. Был Добровольцем ООН. По словам Николая Юрьевича, эта работа стала для него частью жизни и мировоззрения.
С 2006 года стал первым исполнительным директором Благотворительного фонда «Виктория», где отвечал за благотворительные программы поддержки детей-сирот в более чем 40 регионах России. С 2008 года — исполнительный директор Российского комитета «Детские деревни — SOS».
С 2008 руководит благотворительной организацией «Детские деревни SOS». За это время была запущена программа профилактики социального сиротства, сохраняющая ежегодно более 6500 детей в семьях, открылись две Детские деревни SOS, модель Детской деревни SOS была признана государством как модель семейного воспитания детей-сирот и детей, оставшихся без опеки близких. Организация выведена полностью на финансирование за счет российских благотворителей.
В 2001 получил высшее юридическое образование, а в 2012 году заочно окончил Harvard Kennedy School, где получил диплом по управлению некоммерческими организациями. 
Подробная справка
·       С 2021 года член Координационного совета по благотворительности Министерства экономического развития РФ;
·       С 2024 года Председатель Совета Ассоциации грантодающих организаций «Форум доноров»;
·       С 2021 года член Наблюдательного совета Комиссии Генерального совета ВПП «Единая Россия» по защите материнства, детства и поддержке семьи;
·       С 2021 по 2024 год член правления Всероссийского общественного движения «Отцы России»;
·       С 2018 года член Правления Российского Детского Фонда;
·       С 2019 член Постоянной комиссии по вопросам организации проведения общественного контроля за выполнением планов мероприятий, проводимых в рамках Десятилетия детства, Совета при Президенте Российской Федерации по реализации государственной политики в сфере защиты семьи и детей;
·       С 2015 года член Общественного совета при Уполномоченном при Президенте Российской Федерации по правам ребёнка; 
·       С 2022 года и по настоящее время – эксперт Экспертного совета Комитета Государственной Думы по защите семьи, вопросам отцовства, материнства и детства;
·       С 2022 года и по настоящее время – член Экспертного совета по социальным вопросам под председательством вице-спикера Государственной Думы РФ;
·       В 2023 и 2024 году – член жюри Агентства стратегических инициатив Конкурса лучших управленческих практик субъектов Российской Федерации и муниципальных образований, реализуемых в рамках Десятилетия детства;
·       Эксперт Общественной палаты РФ, Комиссии по демографии, защите семьи, детей и традиционным ценностям;
·      В 1998-2001 годы – российский со-представитель в International Association Volunteers Efforts;
·       Спикер на конференциях, встречах и вебинарах, в том числе международных – таких, как Петербургский международный экономический форум (ПМЭФ) в 2022 и 2023 годах, Восточный экономический форум – в 2023 году, Форум «Сильные идеи для нового времени» – 2022 и 2023 годы.
Награды
- Лауреат Государственной премии Российской Федерации за выдающиеся достижения в области благотворительной деятельности за 2023 год;

- Благодарственное письмо Президента Российской Федерации, 22.04.2021;
- Благодарственные письма Уполномоченного при Президенте Российской Федерации по правам ребенка, 2017 и 2019 гг.;
- Сертификат признания Генерального секретаря Организации Объединённых Наций, 2003 г.;
- Благодарность Общественной палаты Российской Федерации, 2014 г.;
- Благодарственное письмо Мурманской областной думы, 2018 г.;
- Благодарственное письмо Орловского областного совета народных депутатов, 2018 г.;
- Благодарственное письмо мэра Новосибирска, 2006 г.;
- Благодарность Новосибирского областного совета депутатов, 2002 г.;
- Наградные часы от Президента Международной благотворительной организации SOS Kinderdorf International, 2012 г.;
- Диплом и Почетный знак Санкт-Петербургского государственного института психологии и социальной работы «За вклад в развитие корпоративной системы подготовки специалистов помогающих профессий», 2015 г.;
- Орденский знак «За заслуги в образовании» Санкт-Петербургского государственного института психологии и социальной работы, 2019 г.

Автор
Николай Юрьевич Слабжанин – автор книги «Добровольцы в вашей организации», издававшейся пять раз в России и Казахстане. Также автор и соавтор следующих книг и публикаций:
- «Мозаика российского добровольчества: факты, ресурсы, мнения». Ростов-на-Дону: Старые русские, 2003 — 192 с.
- «Справится ли государство в одиночку? О роли НКО в решении социальных проблем: аналитический доклад Национального исследовательского университета «Высшая школа экономики»» – М.: Издательский дом НИУ ВШЭ, 2012. Под общей редакцией: Л.И. Якобсон, И.В. Мерсиянова. Авторский коллектив доклада: Л.И.Якобсон, И.В. Мерсиянова, В.Б. Беневоленский, Э.А. Памфилова, И.И. Краснопольская, А.С. Туманова. В подготовке материалов и сборе информации принимали участие: О.А. Лешуков, Г.А. Миннигалеева, Е.И. Пахомова, Е.О. Раззоренов, Ю.А. Скокова, Н.Ю. Слабжанин, А.Е. Шадрин.